# Auger-Saint-Vincent
Auger-Saint-Vincent é uma comuna francesa na região administrativa de Altos da França, no departamento de Oise. Estende-se por uma área de 13,97 km². Em 2010 a comuna tinha 542 habitantes (densidade: 38,8 hab./km²).